# Sant Miquel d'Aleny
Sant Miquel d'Aleny és una església de Calonge de Segarra (Anoia) inclosa a l'Inventari del Patrimoni Arquitectònic de Catalunya.

## Descripció
És una capella molt reformada, situada vora la carretera d'accés al poble, a pocs metres del cementiri i aïllada de qualsevol construcció. Es tracta d'un edifici d'una nau, planta rectangular, coberta interior amb volta de canó i capçalera plana. La coberta exterior és a doble vessant de teula àrab. La porta d'ingrés se situa a la façana de migdia. Situat a un extrem d'aquesta façana d'ingrés, se situa una fornícula amb una escultura de la Mare de Déu de Montserrat.
A la façana de tramuntana de l'edifici, destaquem la presència de dos contraforts que reforcen l'estructura de l'edifici. Coronant la façana de ponent de l'edifici, es disposa un campanar d'espadanya de doble ull d'arc de mig punt, damunt del qual se situa una creu. Curiosament, l'edifici no presenta cap obertura que permeti l'accés de llum natural al seu interior. Finalment, l'edifici presenta un parament arrebossat, menys l'estructura de la porta d'ingrés que es realitza amb carreus de pedra del pais.

## Història
Inicialment, aquesta capella tingué funcions parroquials segons sembla entre 1025 i 1050, tal com consta dins de la llista de parròquies del bisbat de Vic. Més tard, i sense que es conegui el motiu, passà a ser sufragània de la parròquia de l'església de Sant Pere de l'Arç, abans de l'any 1331. L'advocació de la capella consta en una butlla del papa Anastasi IV, l'any 1151; entre les possessions de la canònica de Sant Vicenç de Cardona, hi figura la capella de Sant Miquel d'Aleny i el seu castell.